# マンスフィールドの戦い
マンスフィールドの戦い（マンスフィールドのたたかい、英:Battle of Mansfield、またはサビーン交差点の戦い、英:Battle of Sabine Crossroads、またはプレザントグラブの戦い、英:Battle of Pleasant Grove）は、南北戦争中の1864年4月8日、ルイジアナ州デソト郡行われた、北軍のレッド川方面作戦では最初の大きな衝突だった。

## 背景
ナサニエル・バンクス少将のレッド川方面作戦の目的の1つは、南軍のミシシッピ圏方面軍作戦本部であるルイジアナ州シュリーブポートを占領し、レッド川より北を支配して、テキサス州東部を占領することだった。バンクスは全軍の指揮権を持っていたが、行軍操作はウィリアム・B・フランクリン少将に代行させた。フランクリン軍は約15,000名の歩兵、5,000名の騎兵そして恐らく40門の大砲があった。フランクリン軍の南部ルイジアナからの行軍は3月10日に始まった。北軍水陸協働派遣軍はテキサス州境界の25マイル (40 km) までレッド川を遡ったが、水位が下がっていたことと、陸軍は既にある道路を使う必要性のために川から離れた内陸に向かったことのために、同行していた砲艦艦隊との連絡が途絶えていた。
3月21日以降、騎兵と海軍の小競り合いが続いていた。4月2日、北軍アルバート・リー准将の騎兵師団が到着したばかりの南軍1,500名のテキサス騎兵隊と衝突した。これらの南軍は北軍の前進に抵抗を続けることになった。一方、北軍の情報網は進路の前方にテイラー軍と騎兵隊以外に別の部隊がいることを掴んだ。北軍の上級士官達は海軍の戦隊を除けば重大な南軍の抵抗勢力があるということに疑いを表明していた。バンクス軍はテイラー軍と騎兵隊を追い、川からは離れた深い松林地域に入っており、テイラー軍が前方にいるものと予測していた。北軍はプレザントヒルに接近すると、水のある宿営地が少なく、後方の部隊の位置が掴めないために、過度に伸びきっていた。
南軍を指揮するリチャード・テイラー少将は部下のトマス・グリーン准将やカミーユ・ド・ポリニャック少将と共に、その用心深い上官でミシシッピ川より西の南軍総司令官エドマンド・カービー・スミス将軍の直接命令に逆らって、ルイジアナ州マンスフィールド近くで抵抗することに決めた。

## 戦闘
4月7日に、ウィルソン農園とテンマイル・バイユーで激しい騎兵戦がしばしば下馬して続いた。4月8日、グリーンの騎兵隊が進んできた北軍前衛隊に嫌がらせを行った。リーはマンスフィールドの南3マイル (5 km)のモス・プランテーションで南軍の少数騎兵隊に大胆な突撃を掛けた。リーは2個歩兵旅団の助けも借りて南軍騎兵をハニーカットヒルに追い込んだ。テイラーは深い森の経路にそってある幾つかの畑の一つの側の森に1個歩兵師団を配置していた。その日の中頃には道の反対側の森にも2番目の師団を配置した。バンクス軍が正面に到着し両軍はおそらくどのくらいの敵と面しているのか十分に分かっていなかった。北軍に援軍が到着しないのを見て取った南軍側の誰かが午後4時に攻撃を命令した。アルフレッド・ムートン准将とその歩兵隊が幅800ヤード (720 m)の畑を横切りレールフェンス背後の北軍を攻撃し流血戦になった。
ムートンはその攻撃を続け、テイラーは支援隊のウォーカー師団を含め全線にわたって押し上げた。南軍の下馬した騎兵が北軍の側面に回った。フランクリンは最初の戦闘の背後で砲兵隊と共に2番目の戦線を構築した。この部隊も結局優勢な敵に直面して逃走した。南軍は統制の取れていない北軍を攻撃し決定的に壊走させた。追撃する側も援軍に駆けつけた側も狭い道を塞いだ北軍の輜重隊でとめられた。その輜重隊は南軍の手に落ちた。バンクスはその部隊を鼓舞する時に偉大な個人的勇敢さを示したものの、今回も軍事的無能を曝け出した。
暗闇が訪れ、北軍の抵抗が堅くなったので追撃が終わった。北軍は20門の大砲、150両の輜重車を含め多くの物資を失い、およそ1,000頭の馬も殺されるか捕まえられ、その指揮が低下した。しかし、南軍は北軍の遠征隊全軍を破壊できるという期待が無くなった。多くの北軍捕虜はテキサス州の捕虜収容所であるキャンプ・フォードに送られた。

## 戦いの後
翌4月9日にプレザントヒルの戦いが起こり、両軍はほぼ同数の1,600名の損失を出した。北軍にとっては戦術的勝利だったが、バンクスは、水や馬の飼料が欠乏し、補給船がどこにいるか分からず、さらに年長の士官たちの意見が割れたために、下流のナケテシュとグランド・エコールまでの急速な撤退を命じた。上流で何ものも得られなければ北軍の努力も徒労になったので、南軍の戦略的勝利となった。